# 第57回オールスター競輪
第57回オールスター競輪（だいごじゅうななかいオールスターけいりん）は、2014年9月11日から15日まで、前橋競輪場にて開催された、競輪のGI競走である。

## 決勝戦

### 競走成績
- 9月15日（月・祝）[1]
- 誘導員…金子真也（群馬）

| 着順 | 車番 | 選手       | 登録地 | 着差    | 決まり手 | 上がり(秒) | H/B | 特記 |
| ---- | ---- | ---------- | ------ | ------- | -------- | ---------- | --- | ---- |
| 1    | 2    | 武田豊樹   | 茨城   |         | 捲くり   | 9.1        |     |      |
| 2    | 4    | 神山雄一郎 | 栃木   | 1/2車身 | マーク   | 9.1        |     |      |
| 3    | 3    | 岩津裕介   | 岡山   | 1/2車輪 |          | 9.2        |     |      |
| 4    | 7    | 新田祐大   | 福島   | 1/2車輪 |          | 8.9        |     |      |
| 5    | 5    | 浅井康太   | 三重   | 1/2車身 |          | 9.1        |     |      |
| 6    | 9    | 平原康多   | 埼玉   | 1車輪   |          | 8.9        |     |      |
| 7    | 1    | 金子貴志   | 愛知   | 1/4車輪 |          | 9.0        |     |      |
| 8    | 6    | 天田裕輝   | 群馬   | 2車身   |          | 9.2        |     |      |
| 9    | 8    | 井上昌己   | 長崎   | 1/2車身 |          | 9.7        | HB  |      |

### 配当金額
| 枠番二連勝複式 | 2=4   | 410円  |
| 枠番二連勝単式 | 2-4   | 570円  |
| 車番二連勝複式 | 2=4   | 550円  |
| 車番二連勝単式 | 2-4   | 660円  |
| 三連勝複式     | 2=3=4 | 4610円 |
| 三連勝単式     | 2-4-3 | 7300円 |
| ワイド         | 2=4   | 320円  |
| ワイド         | 2=3   | 1070円 |
| ワイド         | 3=4   | 1990円 |

### レース概略
井上が打鐘で叩いて先行態勢。武田の3番手捲りに対して、岩津が番手捲りで応戦。直線半ばで岩津を制した武田の、2012年競輪祭以来となるG15勝目、オールスター2勝目となった。

## 特記事項
- 前橋競輪場でのオールスター競輪開催は、山崎芳仁が制覇した2012年以来2年ぶり4度目。

- 決勝戦の地上波中継は日本テレビ《NNN系列全国ネット》『坂上忍の勝たせてあげたいTV～GIオールスター競輪』[3]。また、群馬テレビ・とちぎテレビ・テレビ埼玉では、CS放送の同時ネットを行った。

- シリーズ全体の目標額は110億円だったが、シリーズ五日間の総売上は113億4835万9800円。SS11メンバー復帰の効果もあって、目標額を上回ることに成功している[4]。

### 競走データ
- 選手選考委員会の推薦による出場選手は計10名で、昨年同様、8地区のうち四国のみゼロだった[5]。

- 大会中、2日目（7R）にKEIRIN EVOLUTIONが、4日目（準決勝前の9R）にガールズケイリンコレクションが実施された。

- 決勝2着の神山雄一郎は開会式で、（第33回大会からの）連続25回出場を達成して表彰された[6]。